# Guglielmo Caruso
Guglielmo Caruso, detto Willie (Napoli, 3 luglio 1999), è un cestista italiano.

## Professionista
Guglielmo Caruso inizia la sua carriera professionistica nel 2015 con il PMS Basketball. Nel 2017 Caruso gioca alla Cuore Napoli. Nel 2018 si sposta negli USA e gioca il campionato NCAA con i Broncos, squadra della Santa Clara University. Il lungo fa ritorno in Italia nel 2021 spostandosi nella città di Varese. Dopo due stagioni alla Pallacanestro Varese, il 27 giugno 2023 l'Olimpia Milano annuncia di aver raggiunto un accordo fino al 2027 con il giocatore. Il 15 luglio 2025 ha firmato un contratto triennale per il Napoli Basket.

## Statistiche

### NCAA
| Anno      | Squadra          | PG | PT | MP   | TC%  | 3P%  | TL%  | RP  | AP  | PRP | SP  | PP  |
| --------- | ---------------- | -- | -- | ---- | ---- | ---- | ---- | --- | --- | --- | --- | --- |
| 2018-2019 | S. Clara Broncos | 31 | 20 | 21,0 | 52,5 | 32,1 | 66,1 | 4,2 | 0,8 | 0,5 | 1,0 | 6,4 |
| 2019-2020 | S. Clara Broncos | 19 | 15 | 18,1 | 66,1 | 46,2 | 77,5 | 4,4 | 0,5 | 0,5 | 1,1 | 9,7 |
| 2020-2021 | S. Clara Broncos | 18 | 14 | 22,6 | 52,8 | 36,8 | 67,4 | 4,8 | 0,9 | 0,2 | 0,9 | 9,3 |
| Carriera  | Carriera         | 68 | 49 | 20,6 | 56,6 | 36,7 | 69,7 | 4,4 | 0,7 | 0,4 | 1,0 | 8,1 |

#### Massimi in carriera
- Massimo di punti: 25 vs San Jose State (18 dicembre 2019)[4]
- Massimo di rimbalzi: 12 vs California-Berkeley (7 dicembre 2019)
- Massimo di assist: 3 (4 volte)
- Massimo di palle rubate: 3 (3 volte)
- Massimo di stoppate: 4 vs Idaho State (7 dicembre 2018)
- Massimo di minuti giocati: 36 vs Pepperdine (7 febbraio 2019)

### Eurolega
| Anno      | Squadra        | PG | PT | MP  | TC%  | 3P% | TL%  | RP  | AP  | PRP | SP  | PP  |
| --------- | -------------- | -- | -- | --- | ---- | --- | ---- | --- | --- | --- | --- | --- |
| 2023-2024 | Olimpia Milano | 5  | 0  | 2,1 | 50,0 | 100 | 100  | 0,2 | 0,0 | 0,2 | 0,0 | 1,0 |
| 2024-2025 | Olimpia Milano | 22 | 1  | 7,5 | 75,8 | -   | 66,7 | 1,5 | 0,3 | 0,2 | 0,5 | 2,6 |
| Carriera  | Carriera       | 27 | 1  | 6,4 | 73,5 | 100 | 71,4 | 1,2 | 0,2 | 0,2 | 0,4 | 2,3 |

## Palmarès

### Club
- Campionato italiano: 1

Olimpia Milano: 2023-2024
- Supercoppa italiana: 1

Olimpia Milano: 2024

### Cronologia presenze e punti in Nazionale
| Cronologia completa delle presenze e dei punti in Nazionale - Italia | Cronologia completa delle presenze e dei punti in Nazionale - Italia | Cronologia completa delle presenze e dei punti in Nazionale - Italia | Cronologia completa delle presenze e dei punti in Nazionale - Italia | Cronologia completa delle presenze e dei punti in Nazionale - Italia | Cronologia completa delle presenze e dei punti in Nazionale - Italia | Cronologia completa delle presenze e dei punti in Nazionale - Italia | Cronologia completa delle presenze e dei punti in Nazionale - Italia |
| Data                                                                 | Città                                                                | In casa                                                              | Risultato                                                            | Ospiti                                                               | Competizione                                                         | Punti                                                                | Note                                                                 |
| -------------------------------------------------------------------- | -------------------------------------------------------------------- | -------------------------------------------------------------------- | -------------------------------------------------------------------- | -------------------------------------------------------------------- | -------------------------------------------------------------------- | -------------------------------------------------------------------- | -------------------------------------------------------------------- |
| 18/06/2021                                                           | Amburgo                                                              | Italia                                                               | 82 - 56                                                              | Tunisia                                                              | Torneo amichevole                                                    | 4                                                                    | [ 5 ]                                                                |
| 20/06/2021                                                           | Amburgo                                                              | Germania                                                             | 91 - 79                                                              | Italia                                                               | Torneo amichevole                                                    | 0                                                                    | [ 6 ]                                                                |
| 25/06/2022                                                           | Trieste                                                              | Italia                                                               | 71 - 90                                                              | Slovenia                                                             | Amichevole                                                           | 0                                                                    | [ 7 ]                                                                |
| 11/11/2022                                                           | Pesaro                                                               | Italia                                                               | 84 - 88 dts                                                          | Spagna                                                               | Qual. Mondiali 2023                                                  | 0                                                                    | [ 8 ]                                                                |
| 14/11/2022                                                           | Tbilisi                                                              | Georgia                                                              | 84 - 85                                                              | Italia                                                               | Qual. Mondiali 2023                                                  | 0                                                                    | [ 9 ]                                                                |
| 23/02/2023                                                           | Livorno                                                              | Italia                                                               | 85 - 75                                                              | Ucraina                                                              | Qual. Mondiali 2023                                                  | 0                                                                    | [ 10 ]                                                               |
| 26/02/2023                                                           | Cáceres                                                              | Spagna                                                               | 68 - 72                                                              | Italia                                                               | Qual. Mondiali 2023                                                  | 19                                                                   | [ 11 ]                                                               |
| 04/08/2023                                                           | Trento                                                               | Italia                                                               | 90 - 89 dts                                                          | Turchia                                                              | Torneo amichevole                                                    | 0                                                                    | [ 12 ]                                                               |
| 05/08/2023                                                           | Trento                                                               | Italia                                                               | 79 - 61                                                              | Cina                                                                 | Torneo amichevole                                                    | 11                                                                   | [ 13 ]                                                               |
| 09/08/2023                                                           | Atene                                                                | Italia                                                               | 89 - 88                                                              | Serbia                                                               | Torneo Acropolis 2023                                                | 0                                                                    | [ 14 ]                                                               |
| 10/08/2023                                                           | Atene                                                                | Grecia                                                               | 70 - 74                                                              | Italia                                                               | Torneo Acropolis 2023                                                | 0                                                                    | [ 15 ]                                                               |
| 13/08/2023                                                           | Ravenna                                                              | Italia                                                               | 98 - 65                                                              | Porto Rico                                                           | Amichevole                                                           | 2                                                                    | [ 16 ]                                                               |
| 25/02/2024                                                           | Szombathely                                                          | Ungheria                                                             | 62 - 83                                                              | Italia                                                               | Qual. Euro 2025                                                      | 1                                                                    | [ 17 ]                                                               |
| 23/06/2024                                                           | Trento                                                               | Italia                                                               | 79 - 68                                                              | Georgia                                                              | Torneo amichevole                                                    | 2                                                                    | [ 18 ]                                                               |
| 25/06/2024                                                           | Madrid                                                               | Spagna                                                               | 84 - 87 dts                                                          | Italia                                                               | Amichevole                                                           | 0                                                                    | [ 19 ]                                                               |
| 03/07/2024                                                           | San Juan                                                             | Italia                                                               | 114 - 53                                                             | Bahrein                                                              | Qual. Olimpiadi 2024                                                 | 11                                                                   | [ 20 ]                                                               |
| 05/07/2024                                                           | San Juan                                                             | Porto Rico                                                           | 80 - 69                                                              | Italia                                                               | Qual. Olimpiadi 2024                                                 | 0                                                                    | [ 21 ]                                                               |
| 07/07/2024                                                           | San Juan                                                             | Italia                                                               | 64 - 88                                                              | Lituania                                                             | Qual. Olimpiadi 2024                                                 | 0                                                                    | [ 22 ]                                                               |
| 25/11/2024                                                           | Reggio Emilia                                                        | Italia                                                               | 74 - 81                                                              | Islanda                                                              | Qual. Euro 2025                                                      | 0                                                                    | [ 23 ]                                                               |
| 20/02/2025                                                           | Istanbul                                                             | Turchia                                                              | 67 - 80                                                              | Italia                                                               | Qual. Euro 2025                                                      | 4                                                                    | [ 24 ]                                                               |
| 23/02/2025                                                           | Reggio Calabria                                                      | Italia                                                               | 67 - 71                                                              | Ungheria                                                             | Qual. Euro 2025                                                      | 4                                                                    | [ 25 ]                                                               |
| 02/08/2025                                                           | Trento                                                               | Italia                                                               | 87 - 61                                                              | Islanda                                                              | Torneo amichevole                                                    | 4                                                                    | [ 26 ]                                                               |
| 03/08/2025                                                           | Trento                                                               | Italia                                                               | 80 - 56                                                              | Senegal                                                              | Torneo amichevole                                                    | 2                                                                    | [ 27 ]                                                               |
| Totale                                                               |                                                                      | Presenze                                                             | 23                                                                   |                                                                      | Punti                                                                | 64                                                                   |                                                                      |